# Oxypoda mobilis
Oxypoda mobilis är en skalbaggsart som beskrevs av Thomas Casey 1911. Oxypoda mobilis ingår i släktet Oxypoda och familjen kortvingar. Inga underarter finns listade i Catalogue of Life.